# 拉马德莱娜-德诺南库尔
拉马德莱娜-德诺南库尔（法語：La Madeleine-de-Nonancourt，法語發音：[la madlɛn də nɔnɑ̃kuʁ]，意为“诺南库尔的拉马德莱娜”）是法国厄尔省的一个市镇，位于该省南部偏东，诺南库尔市区以北，属于埃夫勒区。该市镇总面积22.61平方公里，2009年时的人口为1204人。

## 人口
拉马德莱娜-德诺南库尔人口变化图示